# Palais des congrès du Cap d'Agde
Le palais des congrès Cap d'Agde Méditerranée est un centre de conférences et une salle de spectacle situé au Cap d'Agde dans le département de l'Hérault, en France. 
Le bâtiment, dessiné par l'architecte français Philippe Bonon, a reçu la Médaille d'Or du Prix d'Excellence de la douzième édition des Yuanye Awards récompensant les projets architecturaux.
Disposée sur tout le pourtour de l'édifice, une frise métallique de 2 900 m2 réalisée par l'artiste sétois Hervé Di Rosa habille deux des quatre étages du bâtiment.

## Historique
Intégrés au programme de mutation urbaine Iconic porté par Kaufman & Broad et l'architecte Jean-Michel Wilmotte devant redessiner l'entrée de la station balnéaire,
le futur Palais des Congrès et le casino adjacent firent l'objet d'un concours d'architecture lancé en 2015 par la Ville d'Agde et remporté par Philippe Bonon et son agence montpelliéraine A+ Architecture.
Il sera inauguré en avril 2019 par le Maire d'Agde Gilles d'Ettore en présence de Carole Delga et Étienne Guyot, respectivement Présidente et Préfet de la Région Occitanie.

## Événements
Outre les séminaires d'entreprises, le Palais des Congrès a aussi vocation à accueillir les spectacles de la saison culturelle de la Ville d'Agde . D'autres événements récurrents tels que les Hérault du Cinéma et de la Télévision et le Festival d'Humour du Cap d'Agde s'y déroulent chaque année.

## Agencement
Le bâtiment dispose des équipements suivants, du sous-sol jusqu'au dernier étage :
Niveau -1
- Un parking souterrain
- 5 loges équipées

Rez-de-chaussée
- Un hall d'accueil
- Une salle d'exposition
- Un auditorium d'une capacité de 1 145 places assises

Niveau +1
- Deux salles de réunion
- Des bureaux

Niveau +2
- Quatre salles de réunion

Niveau +3
- Un belvédère extérieur

Niveau +4
- Un office traiteur
- Un espace panoramique de 370 m2

## Galerie

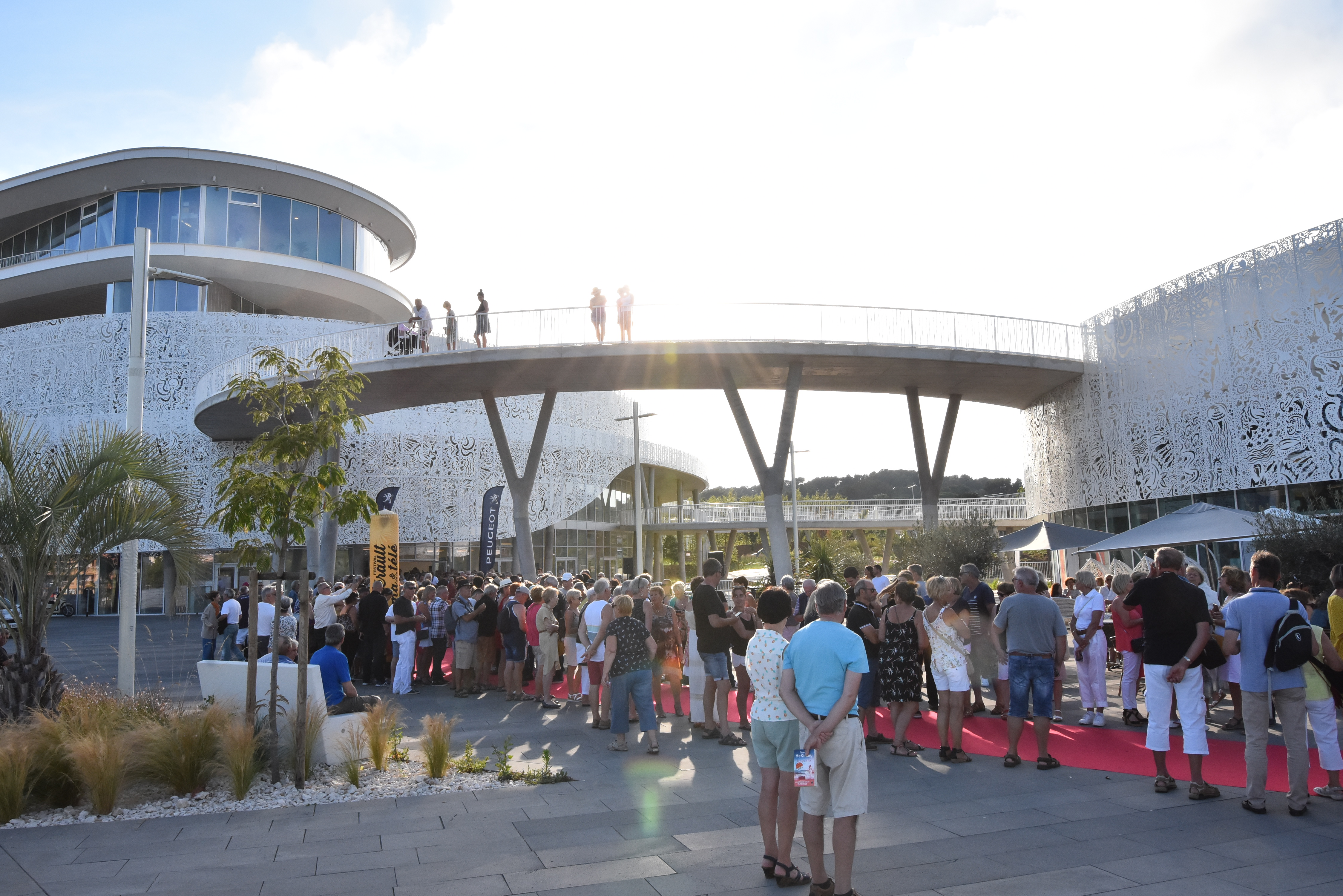
Le parvis du palais et son tapis rouge pendant les Hérault du Cinéma.
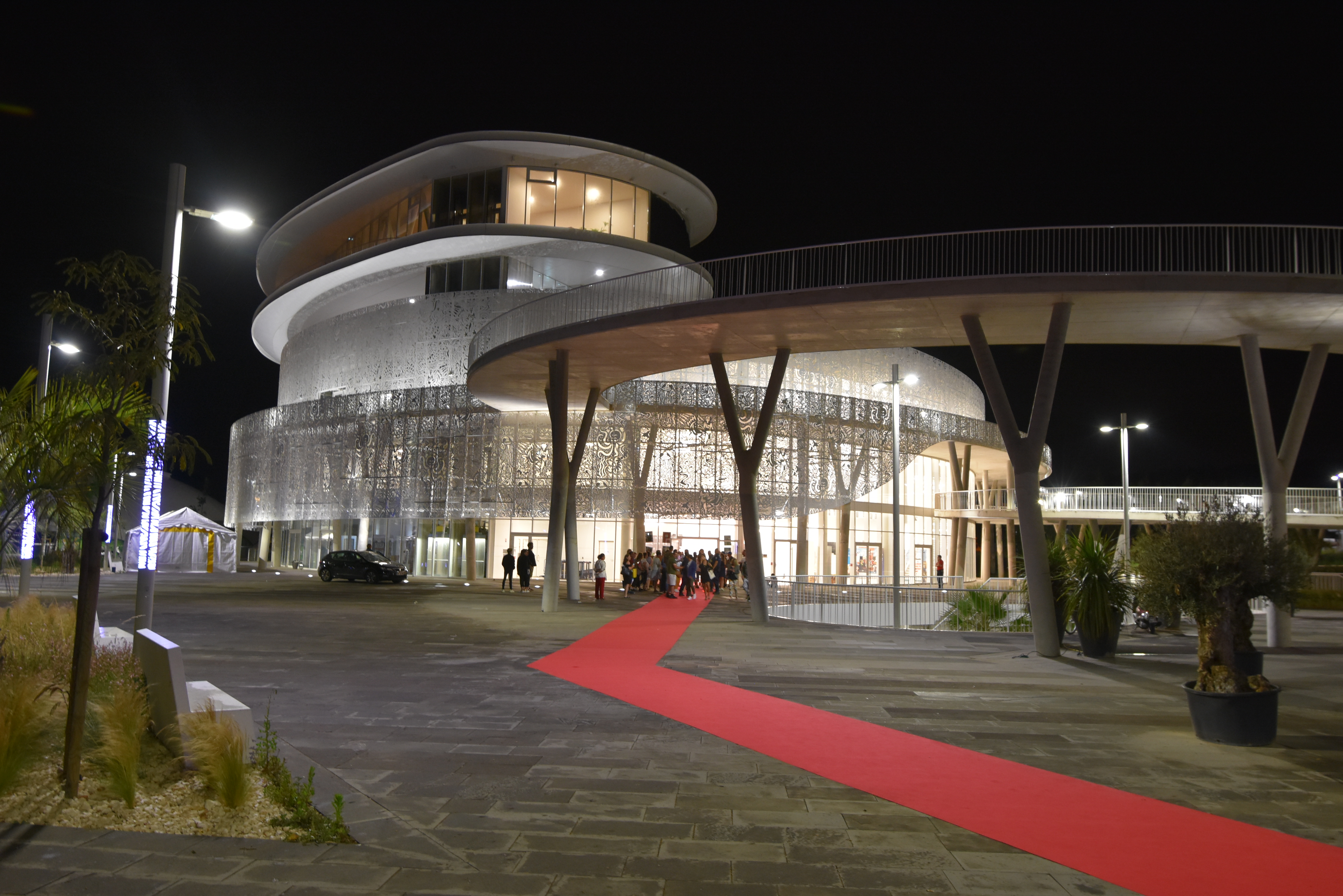
Le palais des congrès, de nuit.
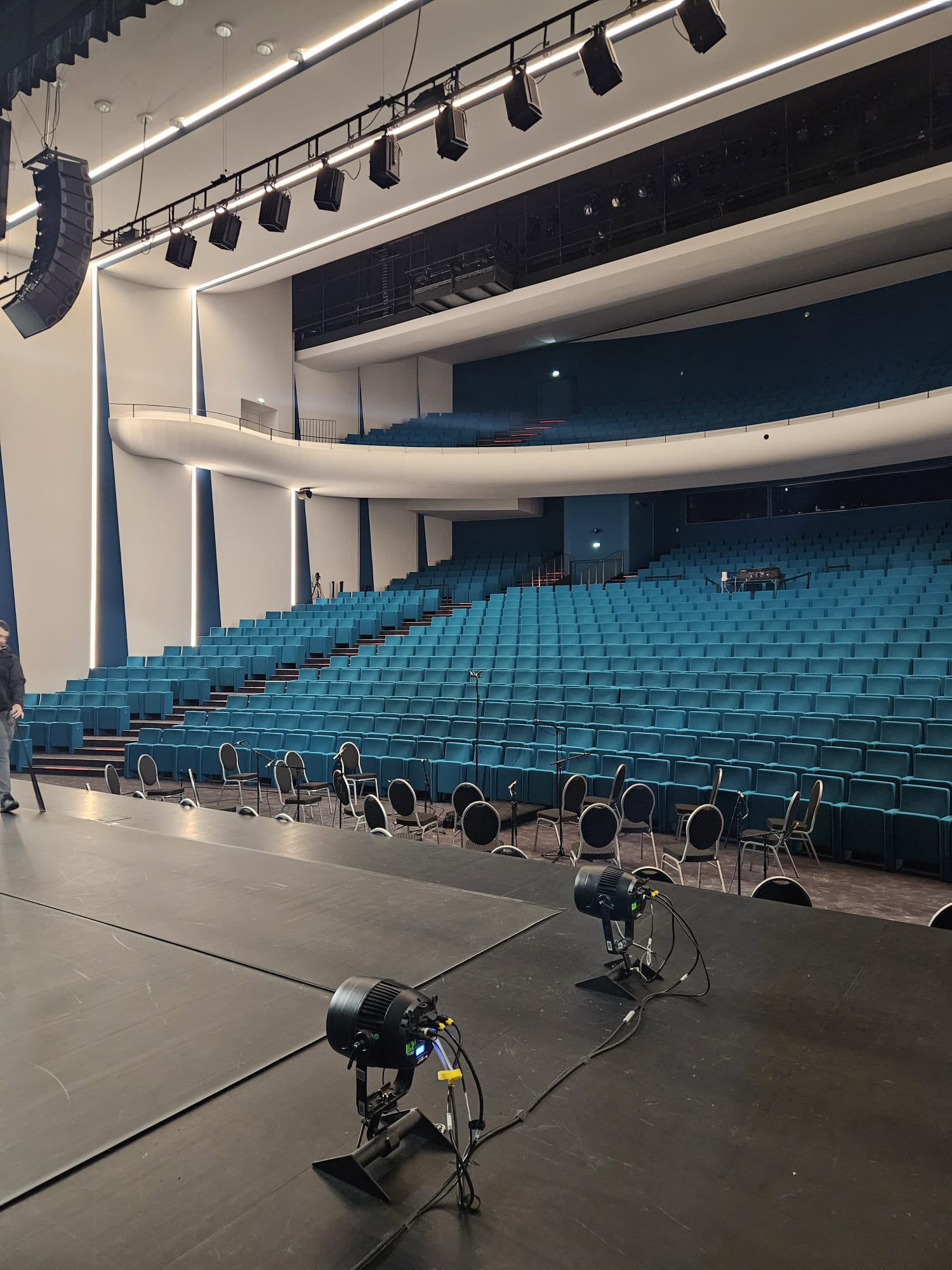
Une vue de l'auditorium depuis la scène.